# Quirino Armellini
Quirino Armellini, italijanski general, * 1889, † 1975.